# أورزاغ
أورزاغ (2400 قبل الميلاد) كان حاكمًا سومريًا. حكم في فترة عصر فجر السلالات (قرابة 2500-2350 الحقبة العامة)؛ إضافة إلى ذلك، في زمن آنيبادا، وإينتيمينا، وإيل، وايشتب-ايشار. سبقه في الحكم لوغالسلاسي الأول كـلوغال على الوركاء. وربما تبعه لوغال-كينيش-دودو كـملك العالم العظيم على كيش.